# 레미오베스트
《레미오베스트》(レミオベスト 레미오베스토[*])는 레미오로멘의 첫 베스트 앨범이다. 2009년 3월 9일에 발매됐다. 첫회한정반에는 2006년 야마나시현에서 열린 〈레미오로멘 SUMMER LIVE "STAND BY ME"〉를 수록한 DVD가 들어있다.

## 수록곡
1. Sakura
신곡.
2. 3月9日
3. スタンドバイミー
4. 電話
5. ビールとプリン
6. もっと遠くへ
7. 雨上がり
8. 南風
9. 明日に架かる橋
10. 太陽の下
11. Wonderful & Beautiful
12. アイランド
13. 粉雪
14. 紙ふぶき
15. 유메노 쓰보미(夢の蕾, 꿈의 꽃봉오리)

## 판매량
| Chart                 | 순위 | 판매량    |
| --------------------- | ---- | --------- |
| 오리콘 일간 앨범 차트 | 1위  | 84,744장  |
| 오리콘 주간 앨범 차트 | 1위  | 280,599장 |
| 오리콘 월간 앨범 차트 | 1위  | 360,441장 |
| 오리콘 연간 앨범 차트 | 8위  | 장        |

| 오리콘 주간 앨범차트 1위 2009년 3월 23일자  |                             |                                               |
| 이전                                        | 레미오로멘 《레미오베스트》 | 다음                                          |
| 펑키 몽키 베이비즈 《펑키 몽키 베이비즈 3》 | 레미오로멘 《레미오베스트》 | DREAMS COME TRUE 《DO YOU DREAMS COME TRUE?》 |
|                                             |                             |                                               |
|                                             |                             |                                               |